# Il resto della settimana
Il resto della settimana è un romanzo di costume dello scrittore italiano Maurizio De Giovanni edito nel 2015; è ambientato nella Napoli "ammalata" di tifo calcistico. È il settimo libro dedicato dall'autore allo sport.

## Trama
Tra i vicoli della Napoli storica il piccolo bar di Peppe è costruito intorno alla vecchia ma favolosa macchina del caffè. Alla cassa la diciottenne Deborah, dalle insospettabili capacità multitasking che non si avvede delle attenzioni che ha per lei il garzone extracomunitario detto Ciccillo.
"Il Professore", studioso alle soglie della pensione, si troverà da Peppe a raccogliere i racconti di molti avventori che potrebbero essere la base per il suo vagheggiato libro di sociologia. 
Scopre così il gioco del calcio, a cui non si era mai interessato, e soprattutto quei giorni della settimana in cui la squadra del Napoli non gioca.

## Edizioni
- Maurizio De Giovanni, Il resto della settimana, Rizzoli, 2015,  pp. 300, ISBN 9788817079198.